# Antepione
Antepione is een geslacht van vlinders van de familie spanners (Geometridae), uit de onderfamilie Ennominae.

## Soorten
- A. arizonata Taylor, 1906
- A. comstocki Sperry, 1939
- A. constans Hulst, 1898
- A. imitata H. Edwards, 1884
- A. indiscretata H. Edwards, 1884
- A. newesata Sperry, 1948
- A. ochreata Hulst, 1898
- A. thisoaria Guenée, 1858
- A. tiselaaria Dyar, 1912